# كلية التربية الأساسية
كلية التربية الأساسية هي مؤسسة تعليم عالي تمنح درجات علمية في الكويت. وهي إحدى الكليات الأربع التابعة للهيئة العامة للتعليم التطبيقي والتدريب ( PAAET ) الحكومية، وهي أيضاً جزء من قطاع التعليم التطبيقي في البلاد. 
الكلية تابعة لكلية E-TQM، وهي أول مدرسة في العالم للتعليم عبر الإنترنت في مجال إدارة الجودة الشاملة (TQM).
توفر الكلية المعلمين لوزارة التربية كجزء من الاجراءات لتحسين المعايير. 

## الأقسام العلمية بالكلية
يوجد بالكلية تسعة عشر قسماً هم:
1. قسم الدراسات الإسلامية
2. قسم اللغة العربية وآدابها
3. قسم العلوم
4. قسم الرياضيات
5. قسم الدراسات الاجتماعية
6. قسم المناهج وطرق التدريس
7. قسم الأصول والإدارة التربوية
8. قسم علم النفس
9. قسم دراسات المعلومات
10. قسم تكنولوجيا التعليم
11. قسم التربية البدنية والرياضة
12. قسم التربية الفنية
13. قسم الحاسوب
14. قسم التربية الموسيقية
15. قسم الاقتصاد المنزلي
16. قسم التصميم الداخلي
17. قسم اللغة الإنجليزية
18. قسم التربية الخاصة
19. قسم الكهرباء